# Anne Dowling
Anne Dowling (ur. 4 maja 1970 r.) – amerykańska narciarka specjalistka narciarstwa dowolnego. Zajęła 22. miejsce w jeździe po muldach na mistrzostwach świata w La Clusaz. Nigdy nie startowała na igrzyskach olimpijskich. Najlepsze wyniki w Pucharze Świata osiągnęła w sezonie 1984/1985, kiedy to zajęła 18. miejsce w klasyfikacji generalnej, a w klasyfikacji kombinacji była szósta.
W 1995 r. zakończyła karierę.

## Sukcesy

### Mistrzostwa Świata
| Miejsce | Dzień     | Rok  | Miejscowość | Konkurencja      | Zwycięzca    |
| ------- | --------- | ---- | ----------- | ---------------- | ------------ |
| 22.     | 18 lutego | 1995 | La Clusaz   | Jazda po muldach | Candice Gilg |

### Puchar Świata

#### Miejsca w klasyfikacji generalnej
- 1984/1985 – 18.
- 1990/1991 – 67.
- 1991/1992 – 45.
- 1992/1993 – 54.
- 1993/1994 – 56.
- 1994/1995 – 37.

#### Miejsca na podium
1. Lake Placid – 20 stycznia 1985 (Kombinacja) – 3. miejsce
2. Whistler Blackcomb – 8 stycznia 1994 (Jazda po muldach) – 3. miejsce

- W sumie 2 trzecie miejsca.